# Zyrjanka (řeka)
Zyrjanka (rusky Зырянка, jakutsky Зырянка) je řeka v Jakutské republice v Rusku. Je 299 km dlouhá. Povodí má rozlohu 7310 km².

## Průběh toku
Pramení na horském hřbetu Garmyčan. Pod ústím přítoku Sibik protéká Kolymskou nížinou. Je to levý přítok Kolymy.

## Vodní režim
Zdroj vody je sněhový a dešťový. Zamrzá uprostřed října a rozmrzá na konci května.